# Micrurus browni
La serpiente coralillo de Brown (Micrurus browni) es una especie de serpiente venenosa que pertenece a la familia Elapidae.  Es nativa del suroueste de México, Guatemala y Honduras. Su rango altitudinal oscila entre 0 y 2000 m s. n. m.. Se reconocen tres subespecies.

## Subespecies
Se distinguen las siguientes subespecies:
- Micrurus browni browni Schmidt & H.M. Smith, 1943
- Micrurus browni importunus Roze, 1967
- Micrurus browni taylori Schmidt & H.M. Smith, 1943